# Farrah Moan
 (octobre 2018).
Si vous disposez d'ouvrages ou d'articles de référence ou si vous connaissez des sites web de qualité traitant du thème abordé ici, merci de compléter l'article en donnant les références utiles à sa vérifiabilité et en les liant à la section « Notes et références ».
Farrah Moan, née le 11 septembre 1993, est une mannequin, make-up artist et drag queen américaine. 
Elle est principalement connue pour sa participation à la neuvième saison de RuPaul's Drag Race, où elle se place huitième. Son nom de scène est un jeu de mots entre la substance chimique « phéromone » et le terme moan signifiant « gémir » en anglais, tout en étant une référence à l'actrice américaine Farrah Fawcett.

## Carrière
Le 2 février 2017, Farrah est annoncée comme l'une des candidates de la neuvième saison de RuPaul's Drag Race. La saison débute le 24 mars 2017. À cause de sa faible performance lors du lynchage d'une des juges de l'émission, Michelle Visage, elle perd le lip-sync face à Alexis Michelle et est éliminée de la compétition, se plaçant à la huitième place.
En septembre 2018, Farrah fait partie des danseuses de Christina Aguilera et performe avec d'autres candidates de RuPaul's Drag Race lors de la cérémonie d'ouverture de la New York Fashion Week.
En novembre 2018, elle est annoncée comme l'une des dix candidates de la quatrième saison de RuPaul's Drag Race : All Stars. Elle est éliminée lors du deuxième épisode et termine donc à la neuvième place.

## Filmographie

### Télévision
| Année | Titre                                   | Rôle                 | Notes                                                |
| ----- | --------------------------------------- | -------------------- | ---------------------------------------------------- |
| 2017  | RuPaul's Drag Race                      | Elle-même (candidat) | Saison 9, huitième place All Stars 4, neuvième place |
| 2017  | RuPaul's Drag Race: Untucked            | Elle-même (candidat) | Spin-off sur WOWPresents                             |
| 2017  | Watch What Happens Live with Andy Cohen | Lisa Vanderpump      |                                                      |
| 2018  | The Trixie & Katya Show                 | Elle-même            | Army Of Queens                                       |